# دانشنامه علم و فناوری مک‌گراهیل
دانشنامهٔ علم و فناوری مک‌گراهیل (به انگلیسی: McGraw-Hill Encyclopedia of Science & Technology) دانشنامه‌ای در مورد علوم، فناوری و مهندسی است که به زبان انگلیسی و توسط انتشارات مک‌گراهیل ایالات متحدهٔ آمریکا به چاپ رسیده‌است. این دانشنامه در چند جلد به‌صورت چاپی منتشر می‌شود، همچنین، یک جلدِ آن به‌صورت خلاصه و با نام دانشنامهٔ مختصر علم و فناوری مک‌گراهیل (به انگلیسی: McGraw-Hill Concise Encyclopedia of Science and Technology) به چاپ رسیده‌است. دهمین ویرایش این دانشنامه در سال ۲۰۰۷ در ۲۰ جلد منتشر شد.